# Talmas
Pour les articles homonymes, voir Talma.
Talmas [talma] est une commune française située dans le département de la Somme, en région Hauts-de-France.

## Géographie

### Localisation
Talmas est un bourg picard de l'Amiénois. 
Limitrophe de Villers-Bocage, la commune est située à 14 km au sud de Doullens, 15 km au nord d'Amiens, 19 km au nord-ouest de Corbie, 36 km à l'est d'Abbeville et à 43 km au sud-ouest d'Arras à vol d'oiseau.
Le territoire de la commune est limitrophe de ceux de sept communes.
Les communes limitrophes sont Beauquesne, Hérissart, Naours, Puchevillers, Rubempré, La Vicogne et Villers-Bocage.

### Géologie
La commune est connue pour ses « muches », vaste réseau de galeries creusées dans le calcaire, qui servirent d'abri à la population pendant l'occupation espagnole au début du XVIIe siècle.
Sous une épaisse couche de terre végétale se trouvent des marnes et des glaises vertes qui affleurent au nord-est et à l'est du territoire.
Le territoire correspond à un plateau incliné du nord-est au sud-ouest.

### Hydrographie

#### Réseau hydrographique
La commune est située dans le bassin Artois-Picardie. Elle est drainée par la Vicogne.

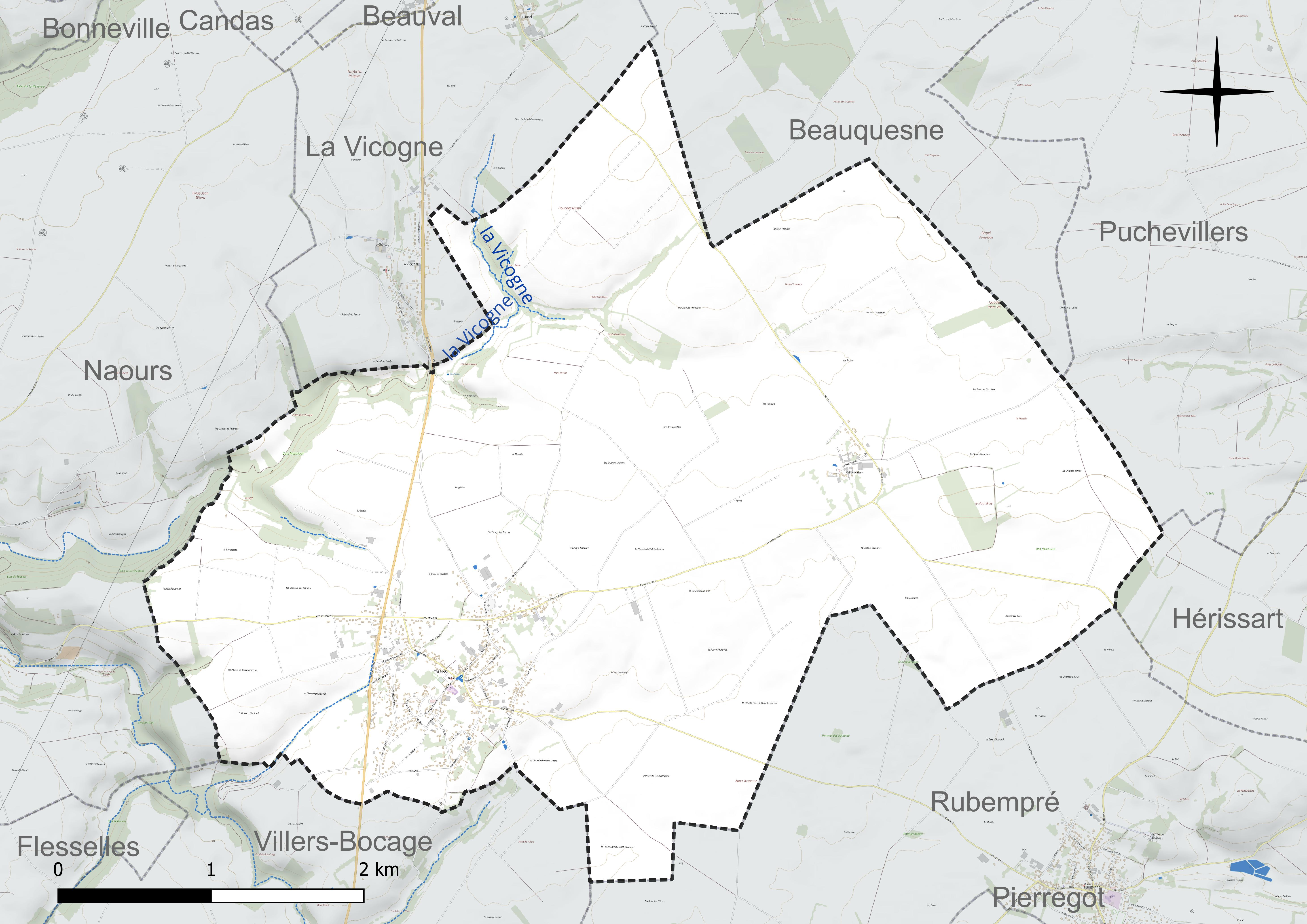
Réseau hydrographique de Talmas.

#### Gestion et qualité des eaux
Le territoire communal est couvert par le schéma d'aménagement et de gestion des eaux (SAGE) « Somme aval et Cours d'eau côtiers ». Ce document de planification concerne un territoire de 1 835 km2 de superficie, délimité par le bassin versant de la Somme canalisée. Le périmètre a été arrêté le 29 avril 2010 et le SAGE proprement dit a été approuvé le 6 août 2019. La structure porteuse de l'élaboration et de la mise en œuvre est le syndicat mixte d'aménagement hydraulique du bassin versant de la Somme (AMEVA).
La qualité des cours d'eau peut être consultée sur un site dédié géré par les agences de l'eau et l'Agence française pour la biodiversité.

### Climat
Pour des articles plus généraux, voir Climat des Hauts-de-France et Climat de la Somme.
En 2010, le climat de la commune est de type climat des marges montargnardes, selon une étude du CNRS s'appuyant sur une série de données couvrant la période 1971-2000. En 2020, Météo-France publie une typologie des climats de la France métropolitaine dans laquelle la commune est exposée à un climat océanique et est dans une zone de transition entre les régions climatiques « Nord-est du bassin Parisien » et « Côtes de la Manche orientale ».
Pour la période 1971-2000, la température annuelle moyenne est de 9,9 °C, avec une amplitude thermique annuelle de 14,2 °C. Le cumul annuel moyen de précipitations est de 837 mm, avec 12,8 jours de précipitations en janvier et 9,1 jours en juillet. Pour la période 1991-2020, la température moyenne annuelle observée sur la station météorologique la plus proche, située sur la commune de Bernaville à 16 km à vol d'oiseau, est de 10,4 °C et le cumul annuel moyen de précipitations est de 877,3 mm,. Pour l'avenir, les paramètres climatiques de la commune estimés pour 2050 selon différents scénarios d'émission de gaz à effet de serre sont consultables sur un site dédié publié par Météo-France en novembre 2022.

## Urbanisme

### Typologie
Au 1er janvier 2024, Talmas est catégorisée bourg rural, selon la nouvelle grille communale de densité à sept niveaux définie par l'Insee en 2022.
Elle est située hors unité urbaine. Par ailleurs la commune fait partie de l'aire d'attraction d'Amiens, dont elle est une commune de la couronne,. Cette aire, qui regroupe 369 communes, est catégorisée dans les aires de 200 000 à moins de 700 000 habitants,.

### Occupation des sols
L'occupation des sols de la commune, telle qu'elle ressort de la base de données européenne d'occupation biophysique des sols Corine Land Cover (CLC), est marquée par l'importance des territoires agricoles (94,1 % en 2018), en diminution par rapport à 1990 (95 %). La répartition détaillée en 2018 est la suivante :
terres arables (87,2 %), prairies (4,3 %), zones urbanisées (4,1 %), zones agricoles hétérogènes (2,7 %), forêts (1,7 %). L'évolution de l'occupation des sols de la commune et de ses infrastructures peut être observée sur les différentes représentations cartographiques du territoire : la carte de Cassini (XVIIIe siècle), la carte d'état-major (1820-1866) et les cartes ou photos aériennes de l'IGN pour la période actuelle (1950 à aujourd'hui).

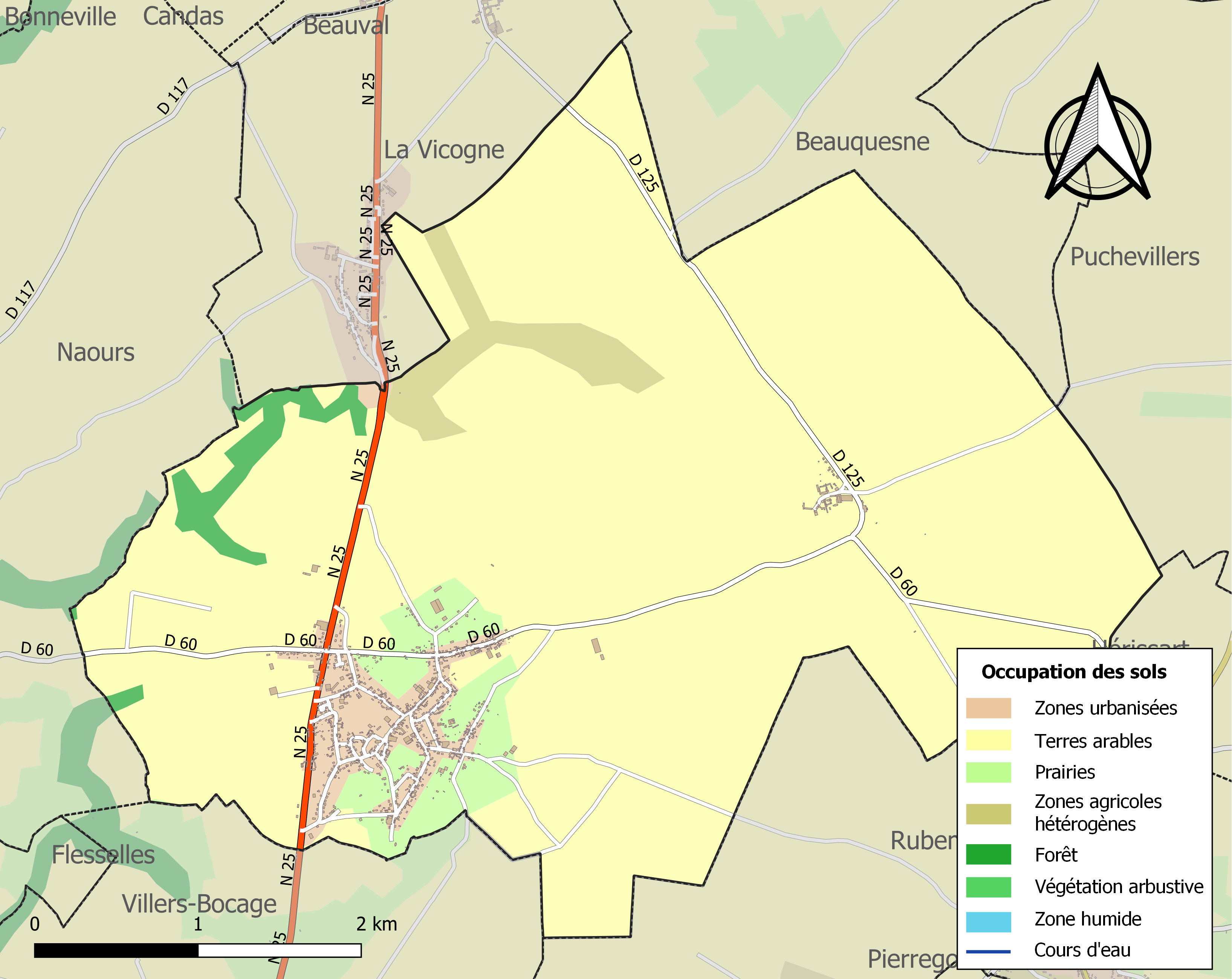
Carte des infrastructures et de l'occupation des sols de la commune en 2018 (CLC).

### Lieux-dits, hameaux et écarts
La commune possède le hameau de Val-de-Maison (ou encore Val-de-Maisons) à, 2 900 mètres à l'est du village. À la fin du XIXe siècle, le hameau compte 51 habitants.

### Voies de communications et transports
Talmas est traversé par la route nationale 25, reliant Amiens à Arras.
En 2019, la commune est desservie par la ligne d'autocars no 22 (Doullens - Villers-Bocage - Amiens) du réseau Trans'80, Hauts-de-France, tous les jours sauf le dimanche et les jours fériés.

## Toponymie
Templum Martis est mentionné en 660 dans Gall. Christ., sous le règne de Clotaire III.
Talmars est ensuite trouvé en 1066, cité par Garin évêque d'Amiens. Talemardis, Talemarz et Thalemart figurent dans les graphies qui continueront d'évoluer pour se fixer ensuite définitivement au XVIIIe siècle.
Le nom Talmas s'explique par un texte du milieu du VIIe siècle qui mentionne une « villa quae vocatur Templum Martis sitam in Pago Ambianense », peut-être du latin thalamus « demeure, séjour » et ND au gén. Martis « de Mars (dieu romain)», Templum du VIIe siècle serait une mauvaise latinisation. Le toponyme, si l'on en croit les anciennes mentions, signifie « le temple de Mars ».

## Histoire
En 1597, le château est occupé par une « dame de Monchy ». Cette dernière est impliquée dans la prise d'Amiens par Hernan Tello, le gouverneur espagnol de Doullens qui emploie le « stratagème des noix » pour parvenir à ses fins.
Pendant la Guerre franco-allemande de 1870, 17 jeunes gens de la commune sont envoyés au combat. Deux d'entre eux trouveront la mort, deux autres seront blessés.
Dans les années 1890, le village compte une douzaine d'artisans cordonniers qui travaillent pour des industriels d'Amiens.

## Politique et administration

### Intercommunalité
La commune fait partie de la communauté de communes du Territoire Nord Picardie après avoir fait partie de la communauté de communes Bocage Hallue.

### Liste des maires
| Période                                  | Période                      | Identité          | Étiquette | Qualité                                                                                       |
| ---------------------------------------- | ---------------------------- | ----------------- | --------- | --------------------------------------------------------------------------------------------- |
| Les données manquantes sont à compléter. |                              |                   |           |                                                                                               |
| en fonction en 1919                      |                              | Charles Thuillier |           |                                                                                               |
| Les données manquantes sont à compléter. |                              |                   |           |                                                                                               |
| mars 2001                                | En cours (au 8 octobre 2020) | Patrick Blocklet  |           | Vice-président de la CC du Territoire Nord Picardie (2017 → ) Réélu pour le mandat 2020-2026, |

### Distinctions et labels
Une fleur est attribuée en 2007 par le Conseil des Villes et Villages Fleuris de France au Concours des villes et villages fleuris.

## Population et société

### Démographie
L'évolution du nombre d'habitants est connue à travers les recensements de la population effectués dans la commune depuis 1793. Pour les communes de moins de 10 000 habitants, une enquête de recensement portant sur toute la population est réalisée tous les cinq ans, les populations de référence des années intermédiaires étant quant à elles estimées par interpolation ou extrapolation. Pour la commune, le premier recensement exhaustif entrant dans le cadre du nouveau dispositif a été réalisé en 2006.

En 2022, la commune comptait 1 084 habitants, en évolution de +1,59 % par rapport à 2016 (Somme : −1,26 %, France hors Mayotte : +2,11 %).
| 1793  | 1800  | 1806  | 1821  | 1831  | 1836  | 1841  | 1846  | 1851  |
| ----- | ----- | ----- | ----- | ----- | ----- | ----- | ----- | ----- |
| 1 500 | 1 550 | 1 590 | 1 772 | 1 928 | 1 882 | 1 912 | 1 892 | 1 772 |

| 1856  | 1861  | 1866  | 1872  | 1876  | 1881  | 1886  | 1891 | 1896 |
| ----- | ----- | ----- | ----- | ----- | ----- | ----- | ---- | ---- |
| 1 693 | 1 676 | 1 632 | 1 420 | 1 320 | 1 113 | 1 020 | 913  | 854  |

| 1901 | 1906 | 1911 | 1921 | 1926 | 1931 | 1936 | 1946 | 1954 |
| ---- | ---- | ---- | ---- | ---- | ---- | ---- | ---- | ---- |
| 796  | 722  | 703  | 619  | 597  | 546  | 531  | 529  | 482  |

| 1962 | 1968 | 1975 | 1982 | 1990  | 1999  | 2006  | 2011  | 2016  |
| ---- | ---- | ---- | ---- | ----- | ----- | ----- | ----- | ----- |
| 444  | 448  | 554  | 787  | 1 027 | 1 053 | 1 087 | 1 082 | 1 067 |

| 2021  | 2022  | - | - | - | - | - | - | - |
| ----- | ----- | - | - | - | - | - | - | - |
| 1 079 | 1 084 | - | - | - | - | - | - | - |

### Enseignement

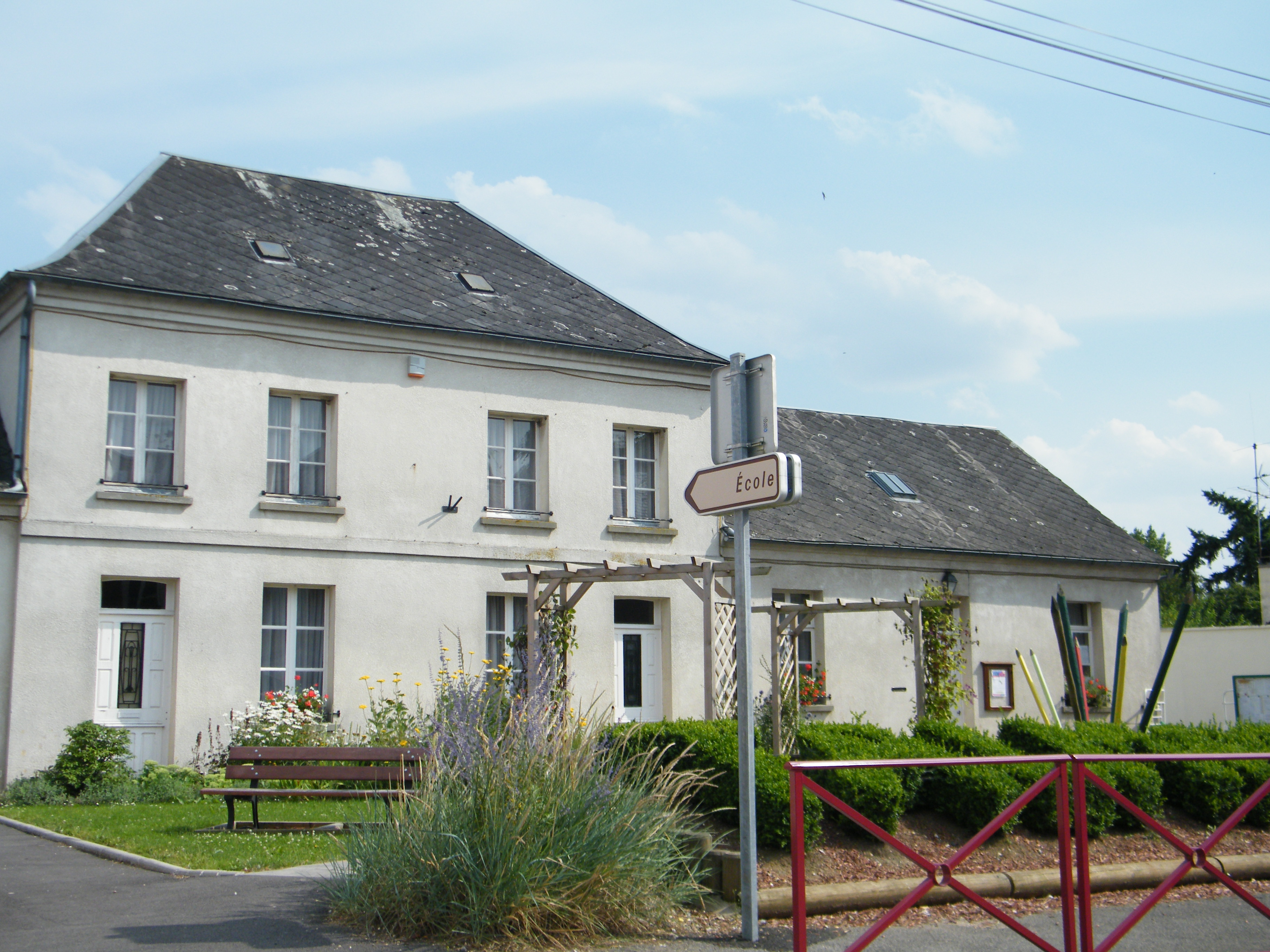
L'école

La commune possède une école primaire publique de quatre classes pour l'année scolaire 2019-2020, l'école des Arondes (des hirondelles). Un service de garderie a été mis en place.

### Autres équipements

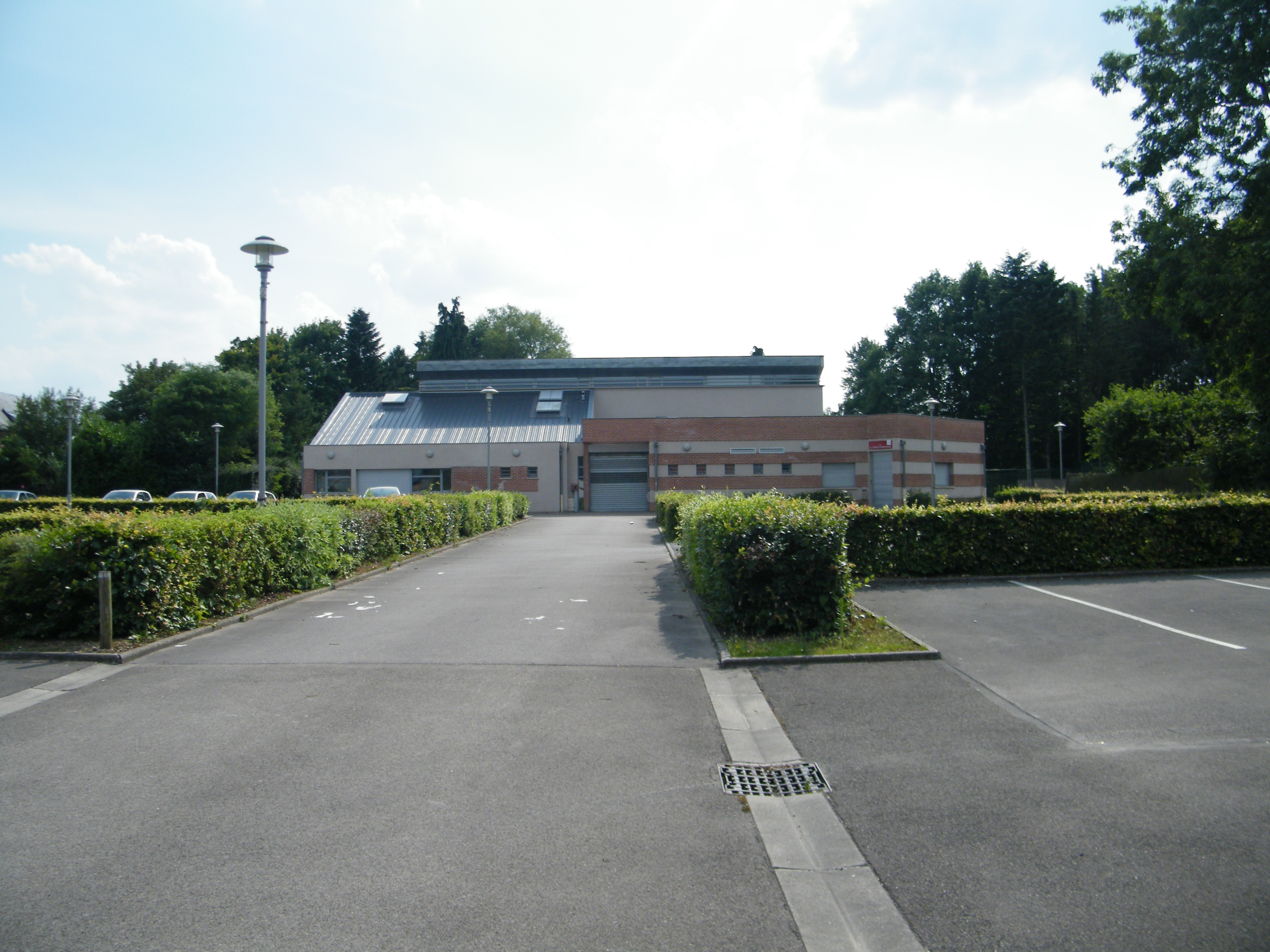
La commune dispose d'une salle socio-culturelle moderne.

## Économie
La commune compte un pôle commercial le long de la RN 25, avec supermarché, boulangerie et magasin de meubles.

## Culture locale et patrimoine

### Lieux et monuments
- Muches : 
Talmas est une commune où l'on trouve des muches (se « mucher », en picard, signifie « se cacher »), ce réseau de boyaux souterrains creusé par les habitants pour échapper aux malheurs de la guerre, extérieure (Guerre de Trente Ans) ou civile (Guerres de religion, Fronde).
- Église Saint-Aubin, reconstruite en 1822 sur les plans de l'architecte Demoulin, sur l'emplacement d'une église du XVIIIe siècle, ravagée par un incendie en 1804, mais le chœur ne fut réalisé qu'en 1853[37].
L'église repose sur un soubassement en grès, séparé de la partie supérieure des murs par un lit de briques. Le bâtiment est de forme rectangulaire, présentant une nef et deux collatéraux. La partie orientale de l'église est formée d'un chœur sans transept, terminé par un chevet à trois pans. La façade est surmontée d'un clocher qui s'en détache en avancée, avec deux gros contreforts. Le portail est en plein cintre[38].

- Statue Notre-Dame des Orages, rue de l'Abbé Bréart, édifiée en 1935. C'était autrefois le lieu de départ de processions destinées à protéger les récoltes des intempéries[39]. Elle a été apportée par l'abbé Bréard après les destructions de la Première Guerre mondiale et proviendrait d'un village ravagé de la région d'Albert[40]
- Chapelle de Val de Maisons, construite originellement pour les fermes du Val. L'édifice actuel, en brique et de style néogothique, date de la seconde moitié XIXe siècle[41] ; il est dédié à sainte Marguerite[39] ou à Notre-Dame. Avant la Révolution, la chapelle est dédiée à Saint Catherine, comme l'attestent les registres paroissiaux consultables en ligne. Bon nombre d'habitants s'y font inhumer.
- Monument aux morts, inauguré le 30 octobre 1921 conformément à une délibération du conseil municipal de 1919[24]

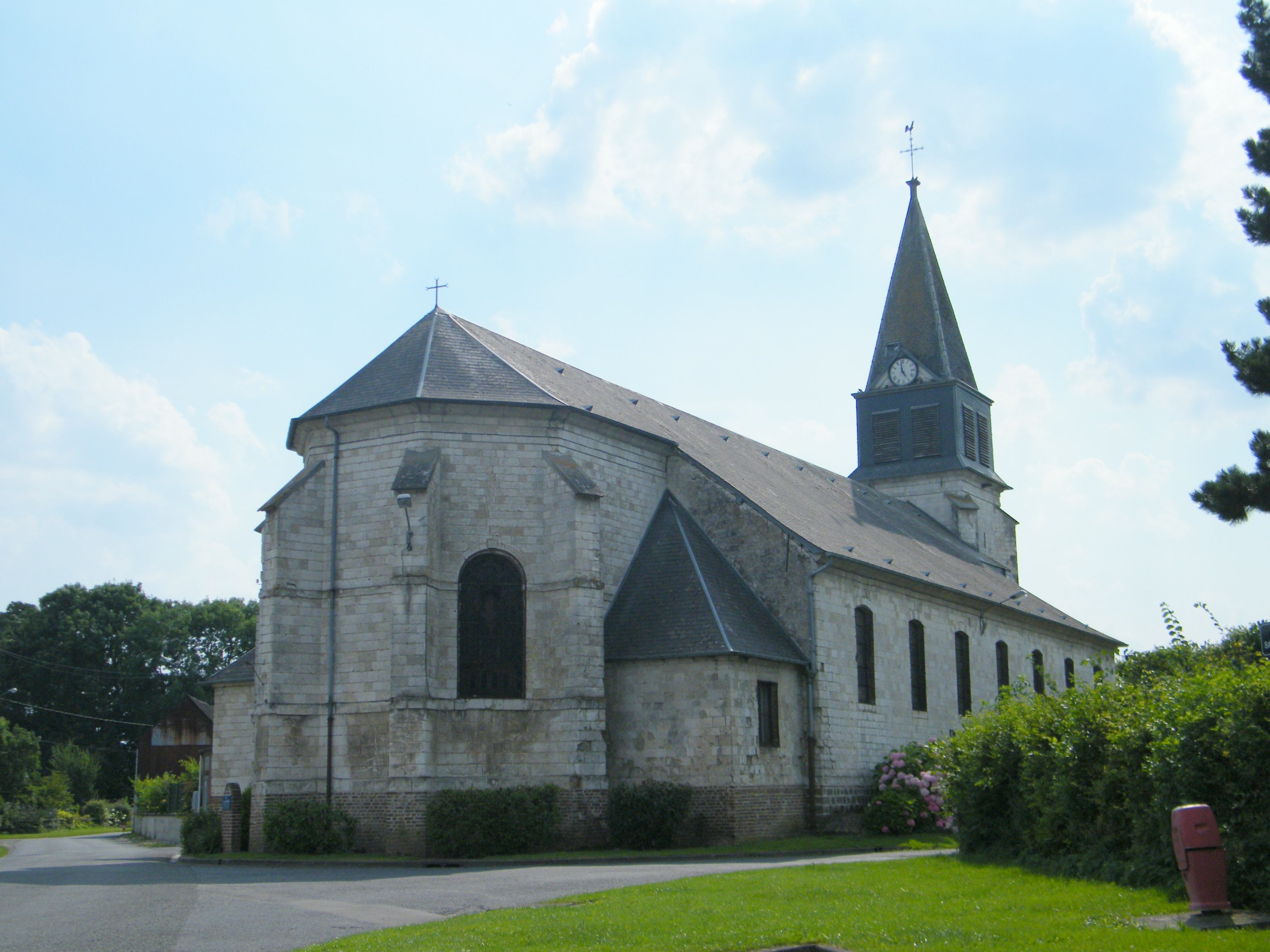
L'église Saint-Aubin.
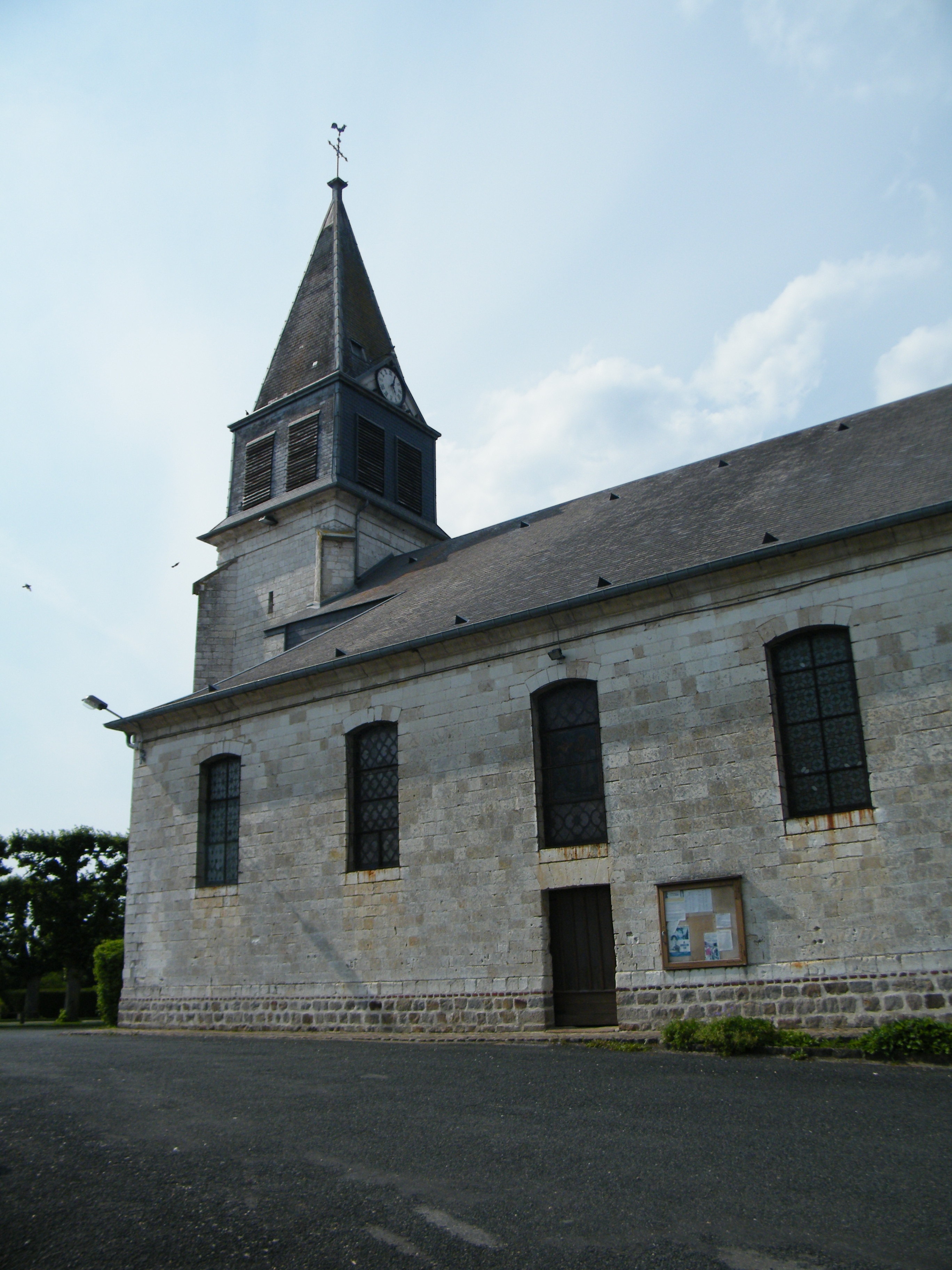
Autre vue de l'église
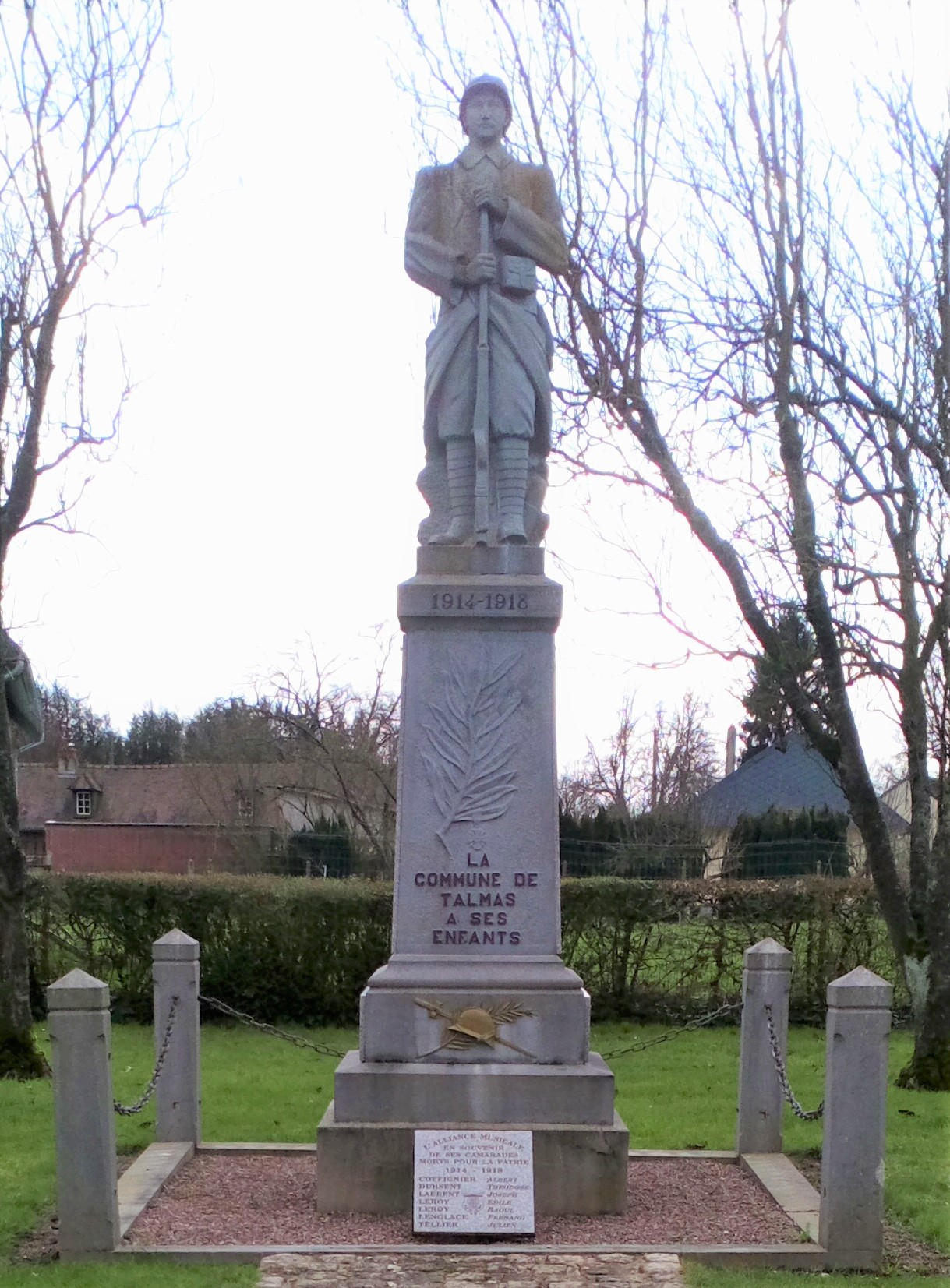
Monument aux morts
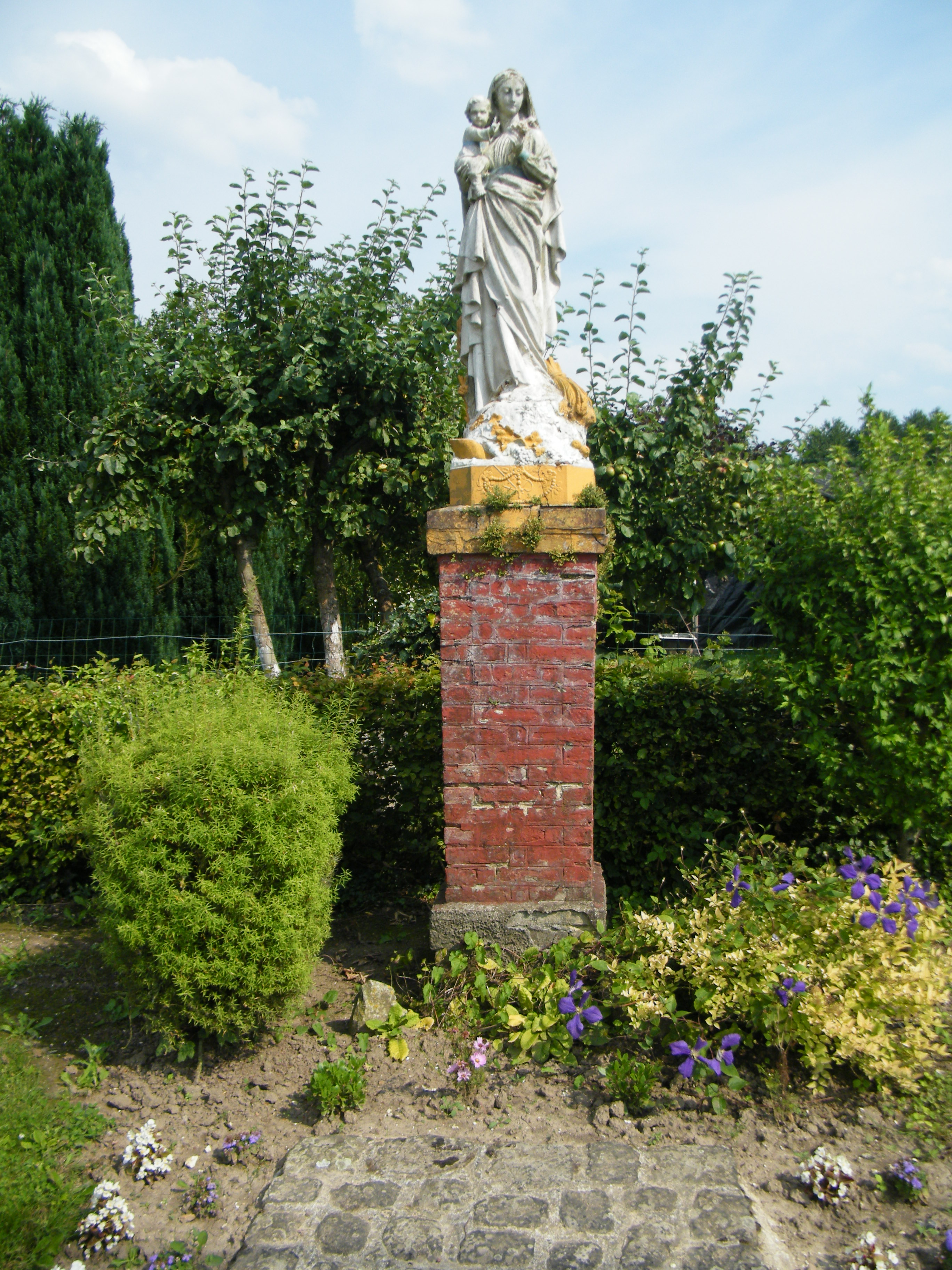
Notre-Dame des orages
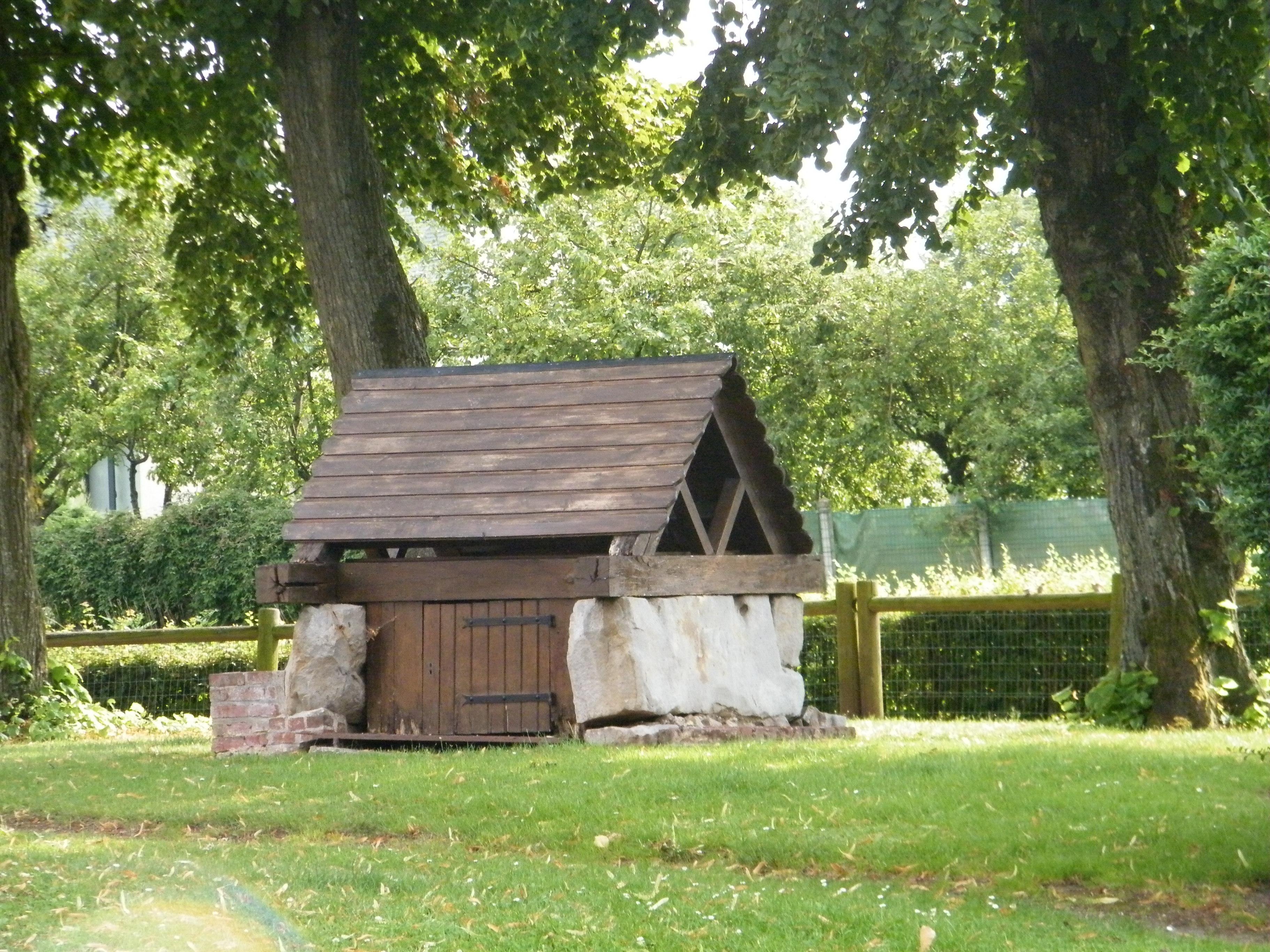
Puits patrimonial